# Alexis Masbou
Alexis Masbou (Albi, 2 giugno 1987) è un pilota motociclistico francese ritiratosi dall'attività agonistica.

## Carriera

### Gli inizi
Esordisce nella classe 125 del motomondiale nel 2003 a bordo di una Honda RS 125 R del team Equipe de France Espoir nel Gran Premio casalingo, in qualità di wildcard. Sempre nel 2003 è undicesimo nel Campionato Europeo. Corre lo stesso Gran Premio, ancora come wildcard, nel 2004 ma in nessuna delle apparizioni ottiene punti. Nel 2004 inoltre corre il campionato Europeo Velocità classificandosi sesto. 

### Classe 125
Nel 2005 viene ingaggiato dal team Ajo Motorsport alla guida di una Honda RS 125 R, avendo come compagno di squadra Tomoyoshi Koyama, ottenendo come miglior risultato un quinto posto al GP d'Olanda e termina la stagione al 18º posto con 28 punti. Nel 2006 passa alla Malaguti, rimanendo nello stesso team, senza ottenere punti. In questa stagione è costretto a saltare i GP di Spagna, Qatar, Gran Bretagna, Malesia, Australia, Giappone, Portogallo e Comunità Valenciana per infortuni vari.
Nel 2007 torna a guidare una moto Honda nel team FFM GP 125, ottenendo come miglior risultato due decimi posti (Qatar e Malesia) e terminando la stagione al 21º posto con 25 punti. Nel 2008 passa alla Loncin; il compagno di squadra è Jules Cluzel. Ottiene come miglior risultato un quattordicesimo posto in Comunità Valenciana e termina la stagione al 28º posto con 4 punti. Nel 2009 viene confermato nel team, questa volta avendo come compagno di squadra Koyama. In questa stagione è costretto a saltare i GP di San Marino, Portogallo, Australia, Malesia e Comunità Valenciana per infortunio. Non ottiene punti.
Nel 2010 passa all'Ongetta Team, alla guida di un'Aprilia RSA 125; i compagni di squadra sono Luca Marconi e Jonas Folger. In questa stagione è costretto a saltare i GP di Indianapolis, Aragona, Giappone e Malesia per infortuni, per poi essere definitivamente sostituito dal Gran Premio d'Australia da Tommaso Gabrielli. Ottiene come miglior risultato un nono posto in Spagna e 20 punti iridati. Nel 2011 corre per il team WTR-Ten10 Racing il Gran Premio di Francia, in sostituzione di Sarath Kumar, mentre dal Gran Premio di Catalogna passa al team Caretta Technology, prendendo il posto di Hiroki Ono in sella alla KTM FRR 125. Ottiene un undicesimo posto in Olanda come miglior risultato e 18 punti iridati.

### Moto3
Nel 2012 resta nello stesso team, correndo nella nuova classe Moto3 alla guida di una Honda NSF250R; il compagno di squadra è Jack Miller. In questa stagione è costretto a saltare il Gran Premio di San Marino per la frattura di un femore rimediata in un test; viene poi definitivamente sostituito da John McPhee. Ottiene un secondo posto in Germania e 81 punti iridati. Nel 2013 passa al team Ongetta-Rivacold che gli affida una FTR M313. Ottiene come miglior risultato due sesti posti (Repubblica Ceca e Comunità Valenciana) e termina la stagione all'8º posto con 94 punti. Nel 2014 rimane nello stesso team, alla guida di una Honda NSF250R. Ottiene un terzo posto in Germania. Nel GP della Repubblica Ceca ottiene la sua prima vittoria in carriera. Conclude la stagione al 6º posto con 164 punti.
Nel 2015 passa al team SAXOPRINT RTG, che gli affida una Honda; il compagno di squadra è John McPhee. Ottiene pole position e vittoria in Qatar. Il resto della stagione non é all'altezza della gara d'apertura. Chiude il campionato al tredicesimo posto con 78 punti. Nel 2016 rimane nello stesso team, stavolta alla guida di una Peugeot MGP3O, il compagno di squadra è ancora John McPhee. Alla vigilia del Gran Premio d'Austria risolve il contratto che lo lega al team, al suo posto viene ingaggiato Albert Arenas. Chiude la stagione senza ottenere punti validi per la classifica mondiale.

### Mondiale Endurance
Nelle annate successive, vista l'impossibilità a proseguire in Moto3 per raggiunti limiti di età, come molti suoi connazionali si dedica alle gare di durata; nella fattispecie il mondiale Endurance. Ad inizio 2025 annuncia il proprio ritiro dalle competizioni.

## Risultati nel motomondiale
| 2003 | Classe | Moto  |  |  |  |     |  |  |  |  |  |  |  |  |  |  |  |  |  |  | Punti | Pos. |
| ---- | ------ | ----- |  |  |  | --- |  |  |  |  |  |  |  |  |  |  |  |  |  |  | ----- | ---- |
| 2003 | 125    | Honda |  |  |  | Rit |  |  |  |  |  |  |  |  |  |  |  |  |  |  | 0     |      |

| 2004 | Classe | Moto  |  |  |     |  |  |  |  |  |  |  |  |  |  |  |  |  |  |  | Punti | Pos. |
| ---- | ------ | ----- |  |  | --- |  |  |  |  |  |  |  |  |  |  |  |  |  |  |  | ----- | ---- |
| 2004 | 125    | Honda |  |  | Rit |  |  |  |  |  |  |  |  |  |  |  |  |  |  |  | 0     |      |

| 2005 | Classe | Moto  |     |    |    |     |    |     |   |    |     |     |     |    |    |    |    |     |     |  | Punti | Pos. |
| ---- | ------ | ----- | --- | -- | -- | --- | -- | --- | - | -- | --- | --- | --- | -- | -- | -- | -- | --- | --- |  | ----- | ---- |
| 2005 | 125    | Honda | Rit | 13 | 21 | Rit | 10 | Rit | 5 | NE | Rit | Rit | Rit | 20 | 14 | 20 | 10 | Rit | Rit |  | 28    | 18º  |

| 2006 | Classe | Moto     |    |    |    |     |    |     |     |     |     |    |    |    |    |     |     |     |     |  | Punti | Pos. |
| ---- | ------ | -------- | -- | -- | -- | --- | -- | --- | --- | --- | --- | -- | -- | -- | -- | --- | --- | --- | --- |  | ----- | ---- |
| 2006 | 125    | Malaguti | NP | NP | 20 | Rit | 29 | Rit | Rit | Rit | Inf | 25 | NE | 23 | NP | Inf | Inf | Inf | Inf |  | 0     |      |

| 2007 | Classe | Moto  |    |     |     |    |    |     |    |    |    |    |    |    |    |    |    |     |    |    | Punti | Pos. |
| ---- | ------ | ----- | -- | --- | --- | -- | -- | --- | -- | -- | -- | -- | -- | -- | -- | -- | -- | --- | -- | -- | ----- | ---- |
| 2007 | 125    | Honda | 10 | Rit | Rit | 13 | 12 | Rit | 16 | 19 | 16 | 19 | NE | 14 | 21 | 14 | 21 | Rit | 10 | 14 | 25    | 21º  |

| 2008 | Classe | Moto   |     |    |    |     |    |    |     |     |    |    |    |    |     |    |    |     |     |    | Punti | Pos. |
| ---- | ------ | ------ | --- | -- | -- | --- | -- | -- | --- | --- | -- | -- | -- | -- | --- | -- | -- | --- | --- | -- | ----- | ---- |
| 2008 | 125    | Loncin | Rit | 21 | 20 | Rit | 15 | 27 | Rit | Rit | 23 | 20 | NE | 26 | Rit | 26 | 15 | Rit | Rit | 14 | 4     | 28º  |

| 2009 | Classe | Moto   |    |    |     |     |     |     |     |    |     |     |    |     |     |     |     |     |     |  | Punti | Pos. |
| ---- | ------ | ------ | -- | -- | --- | --- | --- | --- | --- | -- | --- | --- | -- | --- | --- | --- | --- | --- | --- |  | ----- | ---- |
| 2009 | 125    | Loncin | 26 | 21 | Rit | Rit | Rit | Rit | Rit | NE | Rit | Rit | 24 | Rit | Inf | Inf | Inf | Inf | Inf |  | 0     |      |

| 2010 | Classe | Moto    |    |   |    |    |     |     |     |    |    |     |    |     |     |     |     |     |  |  | Punti | Pos. |
| ---- | ------ | ------- | -- | - | -- | -- | --- | --- | --- | -- | -- | --- | -- | --- | --- | --- | --- | --- |  |  | ----- | ---- |
| 2010 | 125    | Aprilia | 10 | 9 | 16 | 12 | Rit | Rit | Rit | 13 | NE | Rit | NP | Rit | Inf | Inf | Inf | Inf |  |  | 20    | 20º  |

| 2011 | Classe | Moto          |  |  |  |    |    |    |    |    |    |    |     |    |    |     |     |    |    |    | Punti | Pos. |
| ---- | ------ | ------------- |  |  |  | -- | -- | -- | -- | -- | -- | -- | --- | -- | -- | --- | --- | -- | -- | -- | ----- | ---- |
| 2011 | 125    | Aprilia e KTM |  |  |  | 15 | 14 | 14 | 11 | 16 | 26 | NE | Rit | 14 | 20 | Rit | Rit | 14 | 12 | 22 | 18    | 22º  |

| 2012 | Classe | Moto  |     |   |   |     |   |   |   |   |    |    |    |    |     |  |  |  |  |  | Punti | Pos. |
| ---- | ------ | ----- | --- | - | - | --- | - | - | - | - | -- | -- | -- | -- | --- |  |  |  |  |  | ----- | ---- |
| 2012 | Moto3  | Honda | Rit | 5 | 9 | Rit | 5 | 4 | 7 | 2 | 12 | NE | 10 | 16 | Inf |  |  |  |  |  | 81    | 13º  |

| 2013 | Classe | Moto      |    |   |    |   |    |   |   |    |    |    |   |   |     |    |   |    |     |   | Punti | Pos. |
| ---- | ------ | --------- | -- | - | -- | - | -- | - | - | -- | -- | -- | - | - | --- | -- | - | -- | --- | - | ----- | ---- |
| 2013 | Moto3  | FTR Honda | 14 | 8 | 10 | 9 | 12 | 8 | 9 | NP | NE | 12 | 6 | 8 | Rit | 11 | 7 | 10 | Rit | 6 | 94    | 8º   |

| 2014 | Classe | Moto  |   |   |    |    |   |   |    |   |   |   |   |   |   |    |     |   |   |    | Punti | Pos. |
| ---- | ------ | ----- | - | - | -- | -- | - | - | -- | - | - | - | - | - | - | -- | --- | - | - | -- | ----- | ---- |
| 2014 | Moto3  | Honda | 7 | 6 | 11 | 12 | 9 | 6 | 11 | 4 | 3 | 4 | 1 | 8 | 7 | 10 | Rit | 6 | 6 | 12 | 164   | 6º   |

| 2015 | Classe | Moto  |   |    |     |    |     |   |    |     |   |    |     |    |   |   |     |   |   |    | Punti | Pos. |
| ---- | ------ | ----- | - | -- | --- | -- | --- | - | -- | --- | - | -- | --- | -- | - | - | --- | - | - | -- | ----- | ---- |
| 2015 | Moto3  | Honda | 1 | 16 | Rit | 15 | Rit | 9 | 18 | Rit | 8 | 32 | Rit | 11 | 7 | 8 | Rit | 9 | 9 | 15 | 78    | 13º  |

| 2016 | Classe | Moto    |    |    |    |     |    |     |     |     |    |  |  |  |  |  |  |  |  |  | Punti | Pos. |
| ---- | ------ | ------- | -- | -- | -- | --- | -- | --- | --- | --- | -- |  |  |  |  |  |  |  |  |  | ----- | ---- |
| 2016 | Moto3  | Peugeot | 24 | 21 | 16 | Rit | 19 | Rit | Rit | Rit | 16 |  |  |  |  |  |  |  |  |  | 0     |      |

| Legenda | 1º posto        | 2º posto            | 3º posto            | A punti      | Senza punti        | Grassetto – Pole position Corsivo – Giro più veloce |
| Legenda | Gara non valida | Non qual./Non part. | Ritirato/Non class. | Squalificato | '-' Dato non disp. | Grassetto – Pole position Corsivo – Giro più veloce |